# Michael Nielsen Schmidth
Michael Nielsen Schmidth, född 8 maj 1801 i Fredrikshamn, död 4 januari 1840 i Ølsted, var en dansk kyrkoherde och psalmförfattare som 1839 utgav en egen samling, Bibelske Sange til Kirkeaarets Søn- og Festdage, med 67 psalmer. Fem av dem togs med i Roskilde Konvents Salmebog 1855. Av dem finns två med i Psalmebog for Kirke og Hjem 1898. Sedan 1953 finns endast en av hans psalmer i bruk i Den Danske Salmebog.

## Psalmer
- Han står på randen af sin grav